# 云南羊蹄甲
云南羊蹄甲（学名：Bauhinia yunnanensis），又名云南马鞍叶，为豆科羊蹄甲属下的一个种。分布于缅甸、泰国以及中国大陆的贵州、云南、四川等地，生长于海拔400米至2,000米的地区，一般生于山地灌丛悬崖石上。
其种加词 yunnanensis 意为“云南的”。
现接受名为云南火索藤（Phanera yunnanensis (Franch.) Wunderlin, 2011）。